# Lu (staat)

Lente en Herfst

Lu was een staat in China tijdens de Periode van Lente en Herfst, gelegen in het zuidwesten van de huidige provincie Shandong. De staat werd opgericht door de zoon van Zhou Gong, een van de stichters van de Zhou-dynastie, en bleef altijd een belangrijke steunpilaar van de Zhou-keizers. In 562 v.Chr. kwam er de facto een einde aan de Lu toen de adellijke families Jisun, Mengsun en Shusun het land en de arbeiders verdeelden en de hertog, die hierdoor voor zijn inkomen geheel van de families afhankelijk was, feitelijk buiten spel zetten.  
In 256 v.Chr. werd Lu ingelijfd door de staat Chu